# 圣伯多禄堂 (摩德纳)
圣伯多禄堂（Chiesa di San Pietro）是一座罗马天主教本堂区教堂，位于意大利摩德纳市中心的圣伯多禄街，毗邻一座本笃会修道院。

## 历史

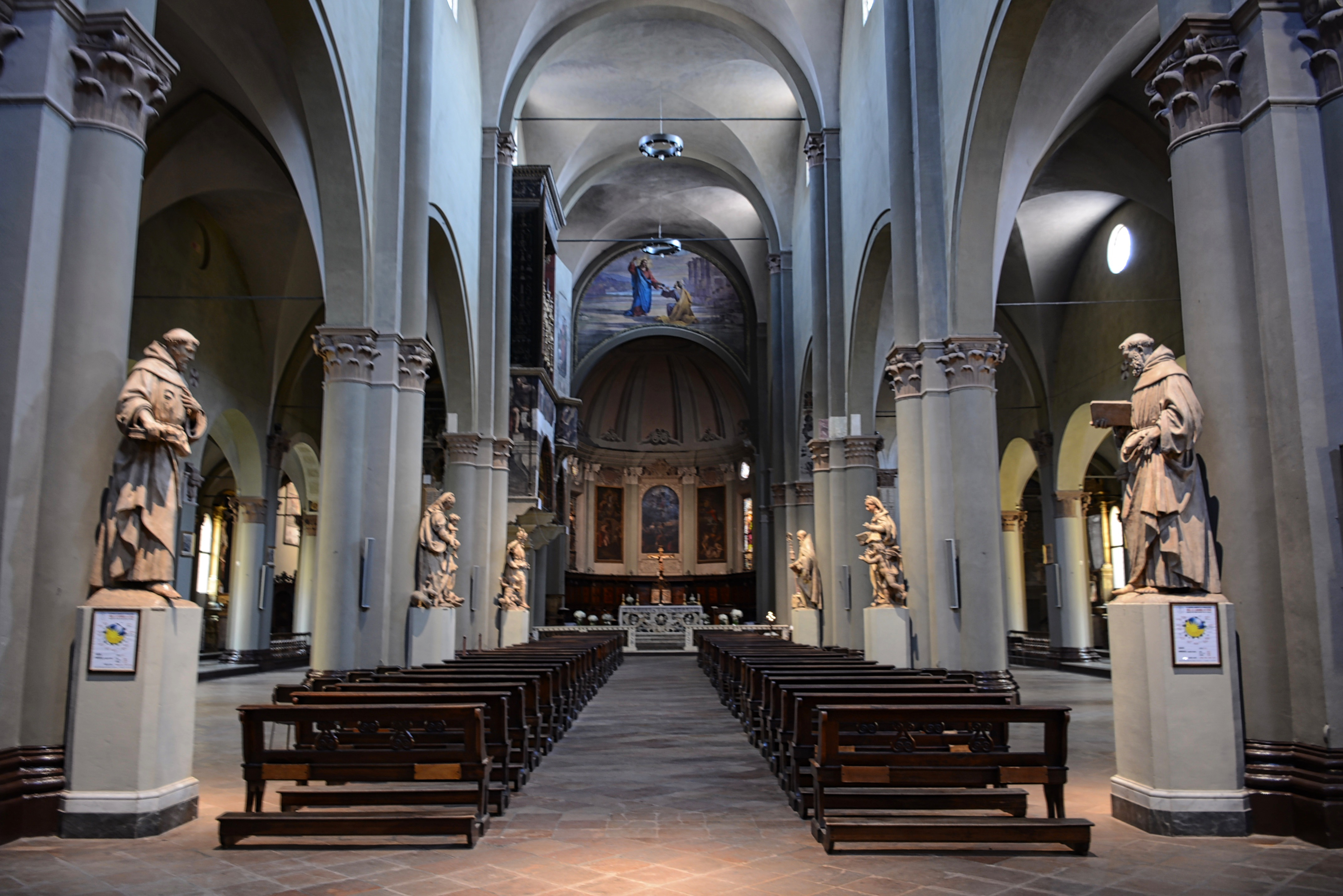
内部

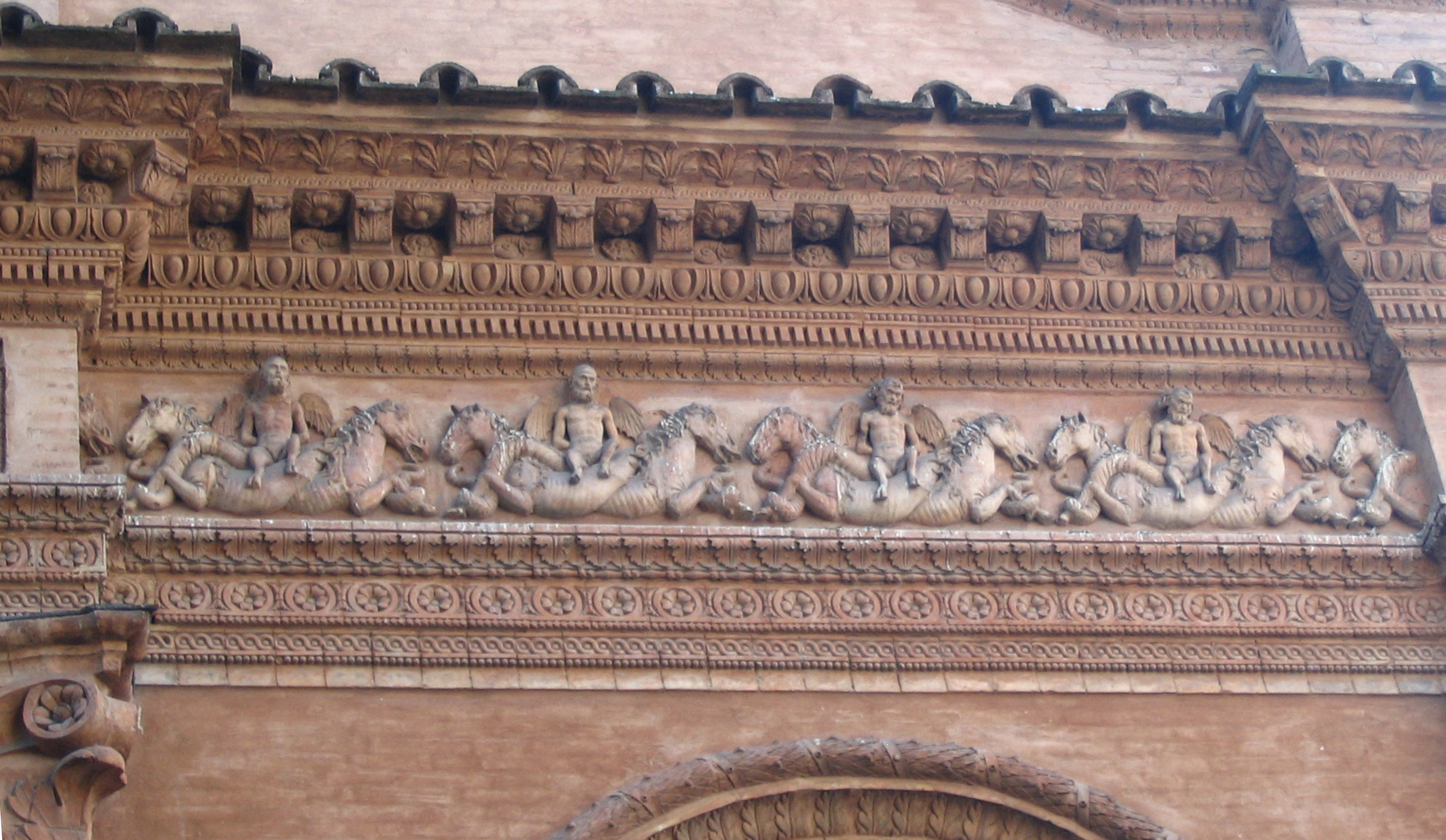
门楣上的马头鱼尾怪和萨堤尔

本笃会修道院创建于983年，毗邻的教堂在1476年至1518年间重建。这项工作被认为是由卡皮的彼得罗·巴拉巴尼完成的。
教堂的门楣上，是比索尼兄弟描绘的马头鱼尾怪和萨堤尔的形象。在文艺复兴初期，由当地艺术家装饰，包括安东尼奥·贝加雷利的陶土雕塑。祭衣间有詹弗兰切斯科·达·克雷莫纳雕刻的咏经席长凳（1548年）。室内有弗朗西斯科·比安奇·法拉利、埃尔科勒·德拉巴特、贾科莫·卡维多内、乔瓦尼·格拉多·达勒·卡特内、J·范·盖尔德、乔瓦尼·巴蒂斯塔·英戈尼、卢多维科·拉纳、佩莱格里诺·穆纳里、吉罗拉莫·罗曼尼、C·里奇、埃尔科勒·塞蒂、乔瓦尼·塔拉斯基、弗朗西斯科·达·维罗纳等人的祭坛画。祭衣间有吉罗拉莫·达·维诺拉的湿壁画。木制咏经席由吉安·弗朗西斯科·特斯蒂雕刻。16世纪的管风琴由乔瓦尼·巴蒂斯塔·法切蒂制作。
在1796年法国入侵期间，修道院遭到取缔，但随着摩德纳公爵的复辟而重新开放。修道院于1866年再次关闭，但是本堂神父仍然由本笃会士担任。